# Nowy cmentarz żydowski w Tczewie
Nowy cmentarz żydowski w Tczewie – został założony około 1918 roku i znajdował się przy obecnej ul. Wojska Polskiego. Miał powierzchnię 0,3 ha. Zdewastowany podczas II wojny światowej został zlikwidowany w okresie PRL - na jego miejscu postawiono stację benzynową i pogotowie ratunkowe.